# Acid Survivors Foundation
De Acid Survivors Foundation (ASF) is een mensenrechtenorganisatie uit Bangladesh, die zich inzet voor slachtoffers van zuuraanvallen. Daarnaast zet de ASF zich ook in voor preventie van zuuraanvallen en strafrechtelijke vervolging van de daders.
ASF werd in 1999 opgericht met hulp van Unicef en de Canadian International Development Agency. In 2005 verleende de Duitse afdeling van Amnesty International de mede-oprichter en directeur van ASF, Monira Rahman, de mensenrechtenprijs.

## Achtergrond
In Bangladesh zijn zuuraanvallen op vrouwen en mannen een dagelijks voorkomende zaak. Het motief is veelal wraak, zoals bij familieruzies, na afgeslagen huwelijksaanzoeken of na afgewezen seksuele avances.
De slachtoffers van een aanslag zijn meestal niet alleen verminkt, maar lijden daarnaast ook ernstig onder de psychische en sociale gevolgen, terwijl de daders veelal vrijuit gaan.

## Enkele cijfers
| Periode       | Aantal incidenten | Aantal betrokkenen |
| Mei-Dec:1999  | 115               | 139                |
| Jan-Dec: 2000 | 172               | 234                |
| Jan-Dec: 2001 | 250               | 344                |
| Jan-Dec: 2002 | 366               | 487                |
| Jan-Dec: 2003 | 335               | 412                |
| Jan-Dec: 2004 | 266               | 322                |
| Jan-Dec: 2005 | 211               | 267                |
| Totaal        | 1715              | 2205               |